# أولاد مسافر (البعارير أولاد ابراهيم)
أولاد مسافر هو دُوَّار يقع بجماعة زاوية سيدي الطاهر، إقليم تارودانت، جهة سوس ماسة في المملكة المغربية. ينتمي الدوّار لمشيخة البعارير أولاد ابراهيم التي تضم 11 دوار. يقدر عدد سكانه بـ 1231 نسمة حسب الإحصاء الرسمي للسكان والسكنى لسنة 2004.

## روابط خارجية
- البوابة الوطنية للجماعات الترابية
- المندوبية السامية للتخطيط